# Coupe de Yougoslavie de football
 (décembre 2024).
La mise en forme du texte ne suit pas les recommandations de Wikipédia : il faut le « wikifier ».
Les points d'amélioration suivants sont les cas les plus fréquents. Le détail des points à revoir est peut-être précisé sur la page de discussion.
- Les titres sont pré-formatés par le logiciel. Ils ne sont ni en capitales, ni en gras.
- Le texte ne doit pas être écrit en capitales (les noms de famille non plus), ni en gras, ni en italique, ni en « petit »…
- Le gras n'est utilisé que pour surligner le titre de l'article dans l'introduction, une seule fois.
- L'italique est rarement utilisé : mots en langue étrangère, titres d'œuvres, noms de bateaux, etc.
- Les citations ne sont pas en italique mais en corps de texte normal. Elles sont entourées par des guillemets français : « et ».
- Les listes à puces sont à éviter, des paragraphes rédigés étant largement préférés. Les tableaux sont à réserver à la présentation de données structurées (résultats, etc.).
- Les appels de note de bas de page (petits chiffres en exposant, introduits par l'outil «  Source ») sont à placer entre la fin de phrase et le point final[comme ça].
- Les liens internes (vers d'autres articles de Wikipédia) sont à choisir avec parcimonie. Créez des liens vers des articles approfondissant le sujet. Les termes génériques sans rapport avec le sujet sont à éviter, ainsi que les répétitions de liens vers un même terme.
- Les liens externes sont à placer uniquement dans une section « Liens externes », à la fin de l'article. Ces liens sont à choisir avec parcimonie suivant les règles définies. Si un lien sert de source à l'article, son insertion dans le texte est à faire par les notes de bas de page.
- La présentation des références doit suivre les conventions bibliographiques. Il est recommandé d'utiliser les modèles {{Ouvrage}}, {{Chapitre}}, {{Article}}, {{Lien web}} et/ou {{Bibliographie}}. Le mode d'édition visuel peut mettre en forme automatiquement les références.
- Insérer une infobox (cadre d'informations à droite) n'est pas obligatoire pour parachever la mise en page.

Pour une aide détaillée, merci de consulter Aide:Wikification.
Si vous pensez que ces points ont été résolus, vous pouvez retirer ce bandeau et améliorer la mise en forme d'un autre article.

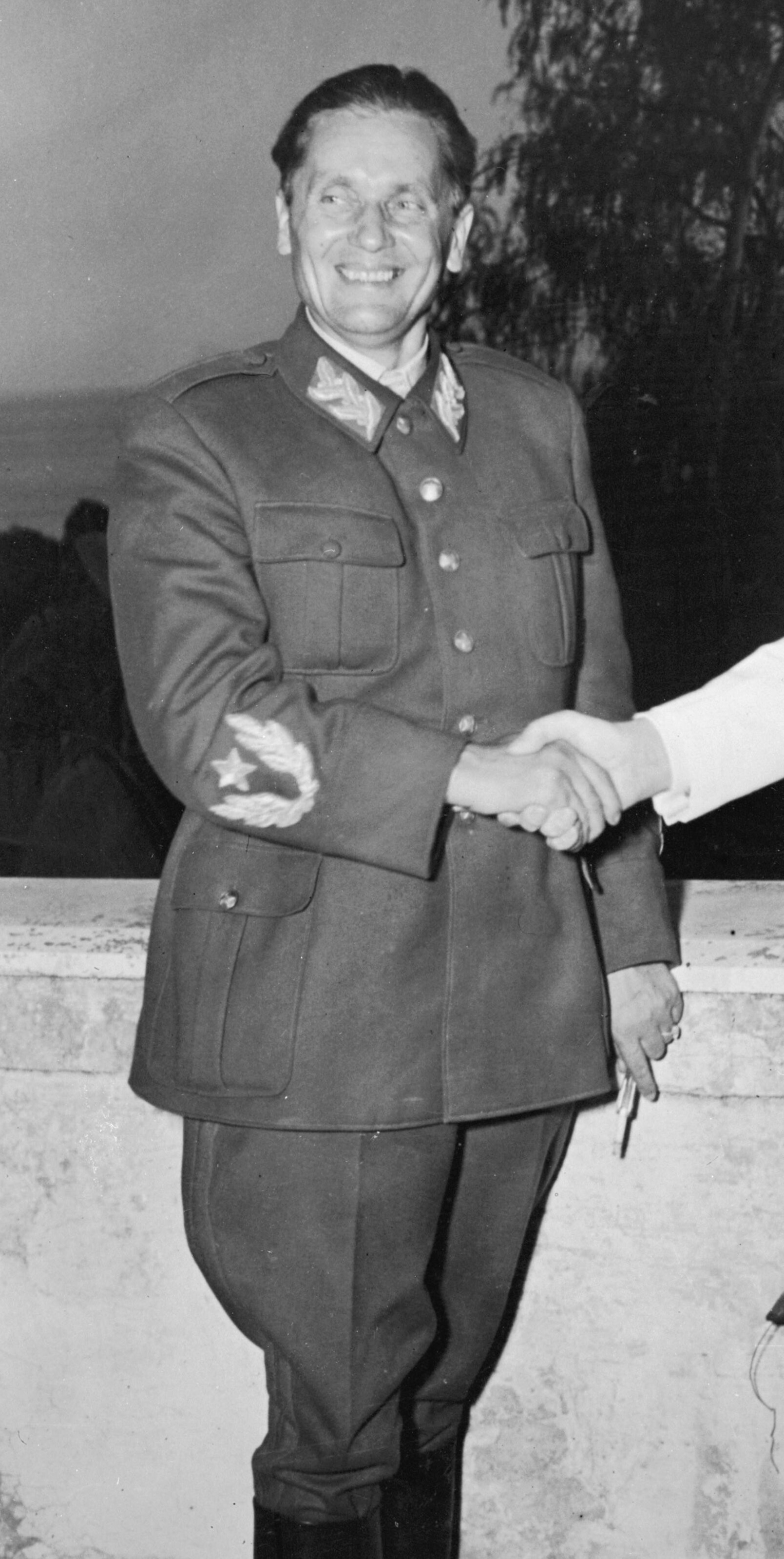
Le maréchal Tito dans les années 1940

La Coupe de Yougoslavie aussi appelé Coupe du Maréchal Tito, est une ancienne compétition yougoslave de football qui se déroulait annuellement de 1946 à 1992.

## Palmarès[1]
| Saison  | Vainqueur                | Score              | Finaliste                |
| ------- | ------------------------ | ------------------ | ------------------------ |
| 1946/47 | Partizan Belgrade        | 2-0                | Nasa krila Zemun         |
| 1947/48 | Étoile rouge de Belgrade | 3-0                | Partizan Belgrade        |
| 1948/49 | Étoile rouge de Belgrade | 3-2                | Nasa krila Zemun         |
| 1950    | Étoile rouge de Belgrade | 1-1 3-0            | Dinamo Zagreb            |
| 1951    | Dinamo Zagreb            | 2-0 2-0            | Vojvodina Novi Sad       |
| 1952    | Partizan Belgrade        | 6-0                | Étoile rouge de Belgrade |
| 1952/53 | BSK Belgrade             | 2-0                | Hajduk Split             |
| 1953/54 | Partizan Belgrade        | 4-1                | Étoile rouge de Belgrade |
| 1954/55 | BSK Belgrade             | 2-0                | Hajduk Split             |
| 1955/56 | Pas de Coupe             |                    |                          |
| 1956/57 | Partizan Belgrade        | 5-3                | Radnički Belgrade        |
| 1957/58 | Étoile rouge de Belgrade | 4-0                | FK Velež Mostar          |
| 1958/59 | Étoile rouge de Belgrade | 3-1                | Partizan Belgrade        |
| 1959/60 | Dinamo Zagreb            | 3-2                | Partizan Belgrade        |
| 1960/61 | Vardar Skopje            | 2-1                | Varteks Varazdin         |
| 1961/62 | OFK Belgrade             | 4-1                | Spartak Subotica         |
| 1962/63 | Dinamo Zagreb            | 4-1                | Hajduk Split             |
| 1963/64 | Étoile rouge de Belgrade | 3-0                | Dinamo Zagreb            |
| 1964/65 | Dinamo Zagreb            | 2-1                | Budućnost Titograd       |
| 1965/66 | OFK Belgrade             | 6-2                | Dinamo Zagreb            |
| 1966/67 | Hajduk Split             | 2-1                | FK Sarajevo              |
| 1967/68 | Étoile rouge de Belgrade | 7-0                | FK Bor                   |
| 1968/69 | Dinamo Zagreb            | 3-3 (a.p) 3-0      | Hajduk Split             |
| 1969/70 | Étoile rouge de Belgrade | 2-2 1-0 (a.p)      | Olimpija Ljubljana       |
| 1970/71 | Étoile rouge de Belgrade | 4-0 2-0            | Sloboda Tuzla            |
| 1971/72 | Hajduk Split             | 2-1                | Dinamo Zagreb            |
| 1972/73 | Hajduk Split             | 1-1 2-1            | Étoile rouge de Belgrade |
| 1973/74 | Hajduk Split             | 1-0                | FK Borac Banja Luka      |
| 1974/75 | Pas de Coupe             |                    |                          |
| 1975/76 | Hajduk Split             | 1-0 (a.p)          | Dinamo Zagreb            |
| 1976/77 | Hajduk Split             | 2-0 (a.p)          | Buducnost Titograd       |
| 1977/78 | HNK Rijeka               | 1-0 (a.p)          | Trepca Mitrovica         |
| 1978/79 | HNK Rijeka               | 2-1 0-0            | Partizan Belgrade        |
| 1979/80 | Dinamo Zagreb            | 1-0 1-1            | Étoile rouge de Belgrade |
| 1980/81 | FK Velež Mostar          | 3-2                | Željezničar Sarajevo     |
| 1981/82 | Étoile rouge de Belgrade | 2-2 4-2            | Dinamo Zagreb            |
| 1982/83 | Dinamo Zagreb            | 3-2                | FK Sarajevo              |
| 1983/84 | Hajduk Split             | 2-1 0-0            | Étoile rouge de Belgrade |
| 1984/85 | Étoile rouge de Belgrade | 2-1 1-1            | Dinamo Zagreb            |
| 1985/86 | FK Velež Mostar          | 3-1                | Dinamo Zagreb            |
| 1986/87 | Hajduk Split             | 1-1 (9 t.a.b. à 8) | HNK Rijeka               |
| 1987/88 | FK Borac Banja Luka      | 1-0                | Étoile rouge de Belgrade |
| 1988/89 | Partizan Belgrade        | 6-1                | FK Velež Mostar          |
| 1989/90 | Étoile rouge de Belgrade | 1-0                | Hajduk Split             |
| 1990/91 | Hajduk Split             | 1-0                | Étoile rouge de Belgrade |
| 1991/92 | Partizan Belgrade        | 1-0 2-2            | Étoile rouge de Belgrade |